# I Love Shopping (film)
I Love Shopping (Confessions of a Shopaholic) è un film del 2009 diretto da P. J. Hogan, ispirato ai romanzi I Love Shopping e I love shopping a New York di Sophie Kinsella.
Il film racconta le gesta della giornalista Rebecca Bloomwood, interpretata da Isla Fisher, e della sua ossessione nei confronti dello shopping, ritrovandosi indebitata con amici e parenti.
Il film è uscito in Italia il 27 febbraio 2009, incassando complessivamente 6.192.300 dollari.

## Trama
Rebecca Bloomwood, chiamata anche Becky, è una ragazza totalmente irresponsabile, ossessionata dallo shopping, che ha accumulato debiti fino a 17.000 dollari. Fin da bambina sogna di scrivere per la rivista di moda Alette, invece finisce a lavorare per una rivista economica Far fortuna risparmiando, il cui capo-redattore è Luke Brandon, che fa subito breccia nel cuore di Becky.
Oltre all'amore nella vita di Becky arrivano molte cose, tra cui gli estratti conto delle carte di credito, che hanno sempre cifre troppo grandi per poter essere pagati, quindi lei e la sua migliore amica Suze non fanno altro che inventare scuse.
La vita di Becky è fantastica, ora che si è innamorata ed è riuscita ad ottenere un posto alla TV, dopo aver pubblicato un articolo dal titolo La ragazza con la sciarpa verde (la sua sciarpa più importante). Ma anche lì reincontra il suo peggior nemico: Derek Smeath, l'esattore delle tasse. Grazie a lui, le bugie di Rebecca vengono a galla creando sgomento alla gente e soprattutto a Luke, che l'allontana.
Anche Suze decide di allontanare Becky per aver venduto il vestito da damigella d'onore che Becky avrebbe dovuto indossare al matrimonio di Suze, a un'anziana signora. I genitori di Becky si dicono disposti ad aiutarla ma lei rifiuta, decisa ad affrontare la situazione da sola. Finalmente riesce a ottenere un incontro con la direttrice della Alette ma avendo ormai capito che quello non è il suo mondo rifiuta l'offerta di lavoro mentre Luke avvia una nuova società, la Brandon Communications.
Rebecca decide così di vendere tutti i suoi vestiti a una catena di negozi; riesce a far fortuna ma non così tanta da saldare tutti i debiti, fino a quando vende la sua sciarpa verde che un cliente paga con 300 dollari. Con ciò, Becky si libera di tutti i debiti e riesce a recuperare il vestito da damigella d'onore, facendosi così perdonare da Suze e partecipando al suo matrimonio. Avendo ormai imparato la lezione, Becky si reca davanti a un negozio di abbigliamento, ma evita di fare compere, dopodiché incontra Luke; scopre che è stato proprio lui ad acquistare la sua sciarpa verde e infatti gliela restituisce per poi riavvicinarsi a Becky, che inizia a lavorare nella sua nuova compagnia.

## Edizione Italiana
La direzione del doppiaggio italiano è a cura di Claudia Razzi, su dialoghi di Lorena Bertini, per conto della Dubbing Brothers Int. Italia. La sonorizzazione, invece, venne affidata alla Technicolor Sound Services.

## Riconoscimenti
- 2009 - Teen Choice Awards
  - Nomination Miglior film romantico
  - Nomination Miglior attrice in un film commedia a Isla Fisher
- 2009 - Artios Award
  - Nomination Miglior casting per un film commedia

## Colonna sonora
La colonna sonora del film è stata pubblicata il 17 febbraio 2009 su etichetta Hollywood Records, e contiene essenzialmente brani pop ed elettropop.
1. Fashion – Lady Gaga
2. Accessory – Jordyn Taylor
3. Blue Jeans – Jessie James and the Odd Balls
4. Uncontrollable – Adrienne Bailon
5. Calling You – Kat DeLuna
6. Stuck With Each Other – Akon & Shontelle
7. Unstoppable – Kat DeLuna
8. Big Spender – Adrienne Bailon
9. Bad Girl – The Pussycat Dolls
10. Again – Natasha Bedingfield
11. Takes Time To Love – Trey Songz
12. Girls Just Want to Have Fun – Greg Laswell
13. Don't Forget Me – Macy Gray
14. Shopaholic Suite (Score) – James Newton Howard
15. Rich Girl (suoneria) – Gwen Stefani ft Eve